# Topsentia novaezealandiae
Topsentia novaezealandiae är en svampdjursart som först beskrevs av Arthur Dendy 1924.  Topsentia novaezealandiae ingår i släktet Topsentia och familjen Halichondriidae. Inga underarter finns listade i Catalogue of Life.